# Begonia puberula
Espèce
Begonia puberula est une espèce de plantes de la famille des Begoniaceae.
Elle a été décrite en 2014 par Marc Simon Maria Sosef (1960-…).